# Setge de Gibraltar (1316)
El setge de Gibraltar de 1316, també conegut com el Segon Setge de Gibraltar va ser un intent frustrat del nassarí Emirat de Granada per recuperar Gibraltar l'any 1315, una plaça que havia caigut en mans de Ferran IV de Castella el 1309. El setge va precipitar-se a partir de l'enderrocament de Nasr, el soldà de Granada, a mans del seu nebot Ismaïl, l'any 1314. El nou soldà va diclarar la jihad contra els governants cristians de la península Ibèrica l'any següent i es va traslladar a assetjar Gibraltar.
Mentre les forces d'Ismaïl prenien posicions, les forces castellanes sota el comandament del regent Pere de Castella i de Molina, qui exercia l'autoritat en nom del rei infant Alfons XI de Castella, va dur a terme una incursió per saquejar i destruir les fèrtils terres agrícoles de l'emirat. Quan la notícia del setge va aplegar a coneixement de Pere, mentre hi era a Còrdova, va deixar el seu exèrcit on era i va marxar a Sevilla per tal d'organitzar les forces navals i terrestres per aixecar el bloqueig nassarita. Tot sembla indicar que el setge va concloure sense cap enfrontament: els assetjadors es van retirar a la vista que s'aproximaven les tropes castellanes. El regent Pere va dissoldre el seu destacament, garantint als soldats grans avantatges, com una paga doble, i va retornar amb la seua armada a Còrdova per prosseguir la fustigació de Granada.